# Нижнее Задолгое
Нижнее Задолгое — деревня в Добрянском районе Пермского края. Входит в состав Полазненского городского поселения.

## География
Расположена примерно в 2 км к востоку от административного центра поселения, посёлка Полазна, и примерно в 27 км к югу от райцентра, города Добрянка. К востоку от деревни проходит автомобильная дорога Пермь — Березники.

## Население
| 2010 |
| ---- |
| 147  |

## Улицы
- Полазненская ул.
- Полевая ул.
- Прудная ул.
- Трактовая ул.
- Чусовская ул.
- Юбилейная ул.

## Топографические карты
- Лист карты O-40-65 Пермь. Масштаб: 1 : 100 000. Издание 1979 г.